# Aster Vranckx
Aster Jan Vranckx (Kortenberg, 4 oktober 2002) is een Belgische profvoetballer die doorgaans als centrale middenvelder speelt. Hij verruilde KV Mechelen in juli 2021 voor VfL Wolfsburg. Vranckx debuteerde in 2023 in het Belgisch nationaal voetbalelftal.

## Clubcarrière

### Jeugd
Vranckx groeide op in het Vlaams-Brabantse Kortenberg, waar hij ook werd geboren. Hij begon op zijn achtste met voetballen. Eerst bij SC Out Hoegaarden, waarvoor hij twee jaar speelde (2008-2010). Daarna ging hij naar KVK Tienen en vervolgens naar Woluwe-Zaventem, een toenmalige tweedeklasser met een jeugdopleiding die samenwerkt met Anderlecht. Hij werd in 2016 ten slotte opgenomen in de jeugdopleiding van KV Mechelen. Vranckx is een 'laatbloeier'. In de jeugd voetbalde hij tot zijn veertiende op provinciaal niveau.

### KV Mechelen
Vranckx behoorde bij KV Mechelen tot de toptalenten. Hij mocht voor het seizoen 2019/20 de volledige voorbereiding meemaken met de selectie van het eerste elftal. Hij tekende eind 2018 zijn eerste profcontract. Vranckx maakte op zestienjarige leeftijd zijn officiële debuut in de hoofdmacht van KV Mechelen, in een met 3–0 verloren wedstrijd om de Supercup tegen KRC Genk. Hij mocht in de 88ste minuut invallen voor Joachim Van Damme. Zijn debuut in de Eerste klasse vierde hij op 9 augustus 2019, tegen Anderlecht. Hij verving toen in de 38e minuut kwam Jules Van Cleemput op het middenveld. De wedstrijd eindigde in 0–0. Vranckx was in de eerste helft van het seizoen 2019/20 in eerste instantie weinig in beeld, maar na verloop van tijd gaf trainer Wouter Vrancken hem steeds meer speeltijd. Hij maakte op 15 februari 2020 zijn eerste doelpunt in zijn profcarrière, thuis tegen Anderlecht. Bij een hoekschop won hij het duel van Vincent Kompany en kopte hij de bal in het doel. Eerder gaf hij ook al een assist aan Geoffry Hairemans. Mechelen won deze wedstrijd ook met 2–0. Vranckx speelde zijn tot dan toe beste wedstrijd voor geel-rood. Hij kwam in zijn eerste seizoen tien keer in actie. Dat volstond om begeerd te worden door half Europa.
Vranckx was in het begin van seizoen 2020/21 steevast basisspeler bij KV Mechelen. Op 9 december 2020 werd bekend dat hij na afloop van het voetbaljaar naar VfL Wolfsburg zou vertrekken. Hij tekende hier een contract tot medio 2025. Met de transfer zou een bedrag van € 8.250.000,- gemoeid zijn. Hij maakte het seizoen wel af bij KV Mechelen. Heel wat Europese topclubs hadden het Mechelse jeugdproduct dan ook in het vizier. Voor 'Malinwa' was de verkoop van Vranckx de duurste uitgaande transfer in de clubgeschiedenis. Hij was hier pas aan zijn tweede seizoen in het eerste elftal bezig en zijn eerste als basisspeler. Op het ogenblik van de bekendmaking van zijn transfer had Vranckx twintig profwedstrijden in de benen. Hij kwam in zijn tweede seizoen in 37 wedstrijden in actie. Hierin was hij goed voor vier goals en twee assists, waaronder beide doelpunten tijdens een 2–0 overwinning op STVV. In twee seizoenen speelde hij 47 wedstrijden voor Mechelen.

### VfL Wolfsburg
Vranckx kreeg bij Wolfsburg het rugnummer 26. Hij kwam bij de Duitse club terecht in een selectie met drie landgenoten: aanvoerder Koen Casteels, Sebastiaan Bornauw en Dodi Lukebakio. Vranckx liep in de voorbereiding van het nieuwe seizoen een kuitblessure op. Hierdoor viel de seizoensstart bij Wolfsburg in het water. Vranckx maakte op 16 oktober 2021, op de achtste speeldag van de Bundesliga, zijn debuut voor Wolfsburg, tegen Union Berlijn. Coach Mark van Bommel liet hem die dag twintig minuten voor tijd invallen voor Josuha Guilavogui. De wedstrijd werd met 2–0 verloren. Vranckx stond een week later aan de aftrap voor een duel in de Champions League tegen RB Salsburg. Vanaf dat moment stond hij regelmatig in de basis bij Wolfsburg. Vranckx scoorde op 6 februari 2022 een eerste én tweede keer voor Wolfsburg, in de Bundesliga tegen promovendus Greuther Fürth. Hiermee had hij een belangrijk aandeel in de 4–1-winst die wedstrijd. Aan het einde van het seizoen werd Vranckx weer reservespeler, maar mocht hij, op één keer na, telkens invallen. Hij speelde in zijn eerste seizoen in Duitsland 28 wedstrijden, waarvan 24 in de competitie. Hierin scoorde hij twee doelpunten.
Met Niko Kovac werd in juli 2022 een nieuwe coach aangesteld bij Wolfsburg. Hij zag Vranckx als overbodige pion op het middenveld. Tijdens de eerste vier wedstrijden van het nieuwe seizoen mocht hij amper zeven minuutjes invallen. De volgende twee wedstrijden zat hij niet eens meer in de selectie. Hierdoor mocht hij vertrekken.

#### Verhuur aan AC Milan
Wolfsburg verhuurde Vrankcx in september 2022 voor een jaar aan AC Milan, de kampioen van de Serie A in het voorgaande seizoen. Dat bedong daarbij ook een optie tot koop van € 12.000.000,- op de toen negentienjarige middenvelder. Vranckx koos in Milan voor rugnummer 40, waarmee hij zijn carrière begon en goede jaren had gekend. Bij AC Milan werd de Belg de vervanger van Franck Kessié, die transfervrij naar Barcelona vertrok. Vrankcx kwam met Alexis Saelemaekers, Divock Origi en Charles De Ketelaere ook in Italië drie landgenoten tegen. Hij behoorde niet tot de 25-koppige selectielijst die de Italiaanse landskampioen had ingediend voor de groepsfase van de Champions League. De hoofdreden voor de niet-selectie was dat Vranckx pas getransfereerd was naar Milaan en nog een aanzienlijke trainingsachterstand had.
Vrankx maakte op 10 september 2022 zijn debuut in de Serie A, tegen Sampdoria. Hij viel twaalf minuten voor tijd in voor Tommaso Pobega en probeerde zich meteen te tonen. De wedstrijd werd met 1–2 gewonnen. Tot half januari fungeerde Vranckx regelmatig als invaller. Daarna kwam hij steeds minder in het stuk voor. Hij speelde in 2022/23 uiteindelijk negen competitiewedstrijden en begon daarvan twee keer in het basiselftal, tegen Bologna en Cremonese. AC Milan was niet bereid de aankoopoptie te lichten.

#### Terugkeer naar VfL Wolfsburg
Na een moeilijk jaar in Italië keerde Vranckx terug naar zijn moederclub Wolfsburg. Eerder was er interesse van PSV en Fiorentina. Bij aanvang van de competitie kwam hij weinig aan spelen toe. Na zeven speeldagen stond de teller slechts op tachtig speelminuten. Eind oktober knokte Vranckx zich terug in de basis. Sindsdien begon hij zeven van de acht wedstrijden voor Wolfsburg als basisspeler. Half november verdween Vranckx weer uit beeld en was hij voornamelijk bankzitter. Zijn laatste drie wedstrijden stond hij weer in de basis totdat hij geblesseerd moest afhaken door een verdraaide knie. In totaal kwam Vranckx in 26 wedstrijden in actie. Hierin kwam hij niet tot scoren.

## Clubstatistieken
| Seizoen                            | Club          | Competitie      | Competitie | Competitie | Competitie | Beker | Beker | Beker | Europa | Europa | Europa | Totaal | Totaal | Totaal |
| Seizoen                            | Club          | Competitie      | Wed.       | Dlp.       | Ass.       | Wed.  | Dlp.  | Ass.  | Wed.   | Dlp.   | Ass.   | Wed.   | Dlp.   | Ass.   |
| ---------------------------------- | ------------- | --------------- | ---------- | ---------- | ---------- | ----- | ----- | ----- | ------ | ------ | ------ | ------ | ------ | ------ |
| 2019/20                            | KV Mechelen   | Eerste klasse A | 9          | 1          | 2          | 1     | 0     | 0     | —      | —      | —      | 10     | 1      | 2      |
| 2020/21                            | KV Mechelen   | Eerste klasse A | 34         | 4          | 2          | 3     | 0     | 0     | —      | —      | —      | 37     | 4      | 2      |
| Club Totaal                        | Club Totaal   | Club Totaal     | 43         | 5          | 4          | 4     | 0     | 0     | 0      | 0      | 0      | 47     | 5      | 4      |
| 2021/22                            | VfL Wolfsburg | Bundesliga      | 24         | 2          | 0          | 0     | 0     | 0     | 4      | 0      | 0      | 28     | 2      | 0      |
| 2022/23                            | VfL Wolfsburg | Bundesliga      | 1          | 0          | 0          | 0     | 0     | 0     | 0      | 0      | 0      | 1      | 0      | 0      |
| Club Totaal                        | Club Totaal   | Club Totaal     | 25         | 2          | 0          | 0     | 0     | 0     | 4      | 0      | 0      | 29     | 2      | 0      |
| 2022/23                            | → AC Milan    | Serie A         | 9          | 0          | 0          | 1     | 0     | 0     | 0      | 0      | 0      | 10     | 0      | 0      |
| Club Totaal                        | Club Totaal   | Club Totaal     | 9          | 0          | 0          | 1     | 0     | 0     | 0      | 0      | 0      | 10     | 0      | 0      |
| 2023/24                            | VfL Wolfsburg | Bundesliga      | 24         | 0          | 0          | 2     | 0     | 0     | 0      | 0      | 0      | 26     | 0      | 0      |
| Club Totaal                        | Club Totaal   | Club Totaal     | 24         | 0          | 0          | 2     | 0     | 0     | 0      | 0      | 0      | 26     | 0      | 0      |
| TOTAAL                             | TOTAAL        | TOTAAL          | 101        | 7          | 4          | 7     | 0     | 0     | 4      | 0      | 0      | 112    | 7      | 4      |
| Bijgewerkt tot en met 8 juni 2024. |               |                 |            |            |            |       |       |       |        |        |        |        |        |        |

## Interlandcarrière

### Beloften
Vranckx doorliep als jeugdinternational verschillende nationale jeugdselecties vanaf België –15. Coach Jacky Mathijssen haalde hem in september 2019 bij België –19. Hij debuteerde in de basis in een oefeninterland tegen Portugal –19. Vranckx nam met België –21 deel aan het EK –21 van 2023. Hierop was hij aanvoerder van zijn team.

### België
Bondscoach Domenico Tedesco riep Vranckx in juni 2023 in aanloop naar twee EK-kwalificatiewedstrijden tegen Oostenrijk en Estland in extremis op voor het Belgisch voetbalelftal. Dit nadat Kevin De Bruyne zich net geblesseerd had afgemeld. Het was zijn eerste selectie. Ook Ameen Al-Dakhil, Olivier Deman, Mike Trésor en Arnaud Bodart behoorden destijds voor het eerst tot de selectie. Vranckx maakte op 17 juni 2023 vervolgens zijn interlanddebuut, tegen Oostenrijk. Hij viel na 76 minuten in voor Orel Mangala. De wedstrijd eindigde in 1–1. Drie dagen later kreeg hij tegen Estland zijn eerste basisplaats in het nationale elftal. Zijn ploeggenoten en hij wonnen die wedstrijd met 0–3. Eind mei 2024 werd Vranckx door Tedesco opgenomen in de selectie voor het EK 2024 in Duitsland.

## Interlands
| Interlands van Aster Vranckx voor België | Interlands van Aster Vranckx voor België | Interlands van Aster Vranckx voor België | Interlands van Aster Vranckx voor België | Interlands van Aster Vranckx voor België | Interlands van Aster Vranckx voor België |
| No.                                      | Datum                                    | Wedstrijd                                | Uitslag                                  | Soort Wedstrijd                          | Doelpunten                               |
| Als speler bij AC Milan                  | Als speler bij AC Milan                  | Als speler bij AC Milan                  | Als speler bij AC Milan                  | Als speler bij AC Milan                  | Als speler bij AC Milan                  |
| ---------------------------------------- | ---------------------------------------- | ---------------------------------------- | ---------------------------------------- | ---------------------------------------- | ---------------------------------------- |
| 1.                                       | 17 juni 2023                             | België – Oostenrijk                      | 1 – 1                                    | Kwalificatie EK 2024                     | -                                        |
| 2.                                       | 20 juni 2023                             | Estland – België                         | 0 – 3                                    | Kwalificatie EK 2024                     | -                                        |
| Als speler bij VfL Wolfsburg             |                                          |                                          |                                          |                                          |                                          |
| 3.                                       | 15 november 2023                         | België – Servië                          | 1 – 0                                    | Vriendschappelijk                        | -                                        |
| 4.                                       | 19 november 2023                         | België – Azerbeidzjan                    | 5 – 0                                    | Kwalificatie EK 2024                     | -                                        |
| 5.                                       | 23 maart 2024                            | Ierland – België                         | 0 – 0                                    | Vriendschappelijk                        | -                                        |
| 6.                                       | 26 maart 2024                            | Engeland – België                        | 2 – 2                                    | Vriendschappelijk                        | -                                        |
| 7.                                       | 8 juni 2024                              | België – Luxemburg                       | 3 – 0                                    | Vriendschappelijk                        | -                                        |
| 8.                                       | 10 oktober 2024                          | Italië – België                          | 2 – 2                                    | UEFA Nations League 2024/25              | -                                        |
| 9.                                       | 14 oktober 2024                          | België – Frankrijk                       | 1 – 2                                    | UEFA Nations League 2024/25              | -                                        |
| Totaal                                   | Totaal                                   | Totaal                                   | Totaal                                   | Totaal                                   | 0                                        |

Bijgewerkt t/m 14 oktober 2024.
1 Grabara ·
2 Fischer ·
3 Bornauw ·
4 Koulierakis ·
5 Zesiger ·
6 Vranckx ·
9 Amoura ·
10 Nmecha ·
11 Tomás ·
12 Pervan ·
13 Rogério ·
14 Białek ·
16 Kamiński ·
17 Behrens ·
18 Vavro ·
19 Majer ·
20 Baku ·
21 Mæhle ·
22 Angely ·
23 Wind ·
24 Dárdai ·
27 Arnold  ·
29 Müller ·
30 Klinger ·
31 Gerhardt ·
32 Svanberg ·
39 Wimmer ·
40 Paredes ·
Coach: Hasenhüttl
1 Casteels ·
2 Debast ·
3 Theate ·
4 Faes ·
5 Vertonghen ·
6 Witsel ·
7 De Bruyne  ·
8 Tielemans ·
9 Trossard ·
10 Lukaku ·
11 Carrasco ·
12 Kaminski ·
13 Sels ·
14 Lukebakio ·
15 Meunier ·
16 Vranckx ·
17 De Ketelaere ·
18 Mangala ·
19 Bakayoko ·
20 Openda ·
21 Castagne ·
22 Doku ·
23 Vermeeren ·
24 Onana ·
25 De Cuyper ·
Coach: Tedesco